# El Vilar (Canillo)
El Vilar és un nucli de població del Principat d'Andorra situat a la parròquia de Canillo. L'any 2009 tenia 11 habitants.